# Trichodontidae
De Trichodontidae (zandvissen) zijn een familie van baarsachtige vissen die uit nog twee levende soorten bestaat. 

## Verspreiding en leefgebied
De vissen leven in het noorden van de Grote Oceaan. Ze kunnen worden aangetroffen op zeebodems op een diepte tot ongeveer 400 meter, maar meestal leven ze op de bodem ondieper dan 200 meter, op een platte, zanderige bodem.

## Leefwijze
Ze hebben een zilverachtige kleur en een dik en sterk gedrongen lijf met een grote, naar bovengerichte bek. Verder hebben de vissen kleine, scherpe tanden in twee of drie rijen. De vissen hebben geen zwemblaas. Ze kunnen maximaal 30 centimeter lang worden.  
De vissen zijn voornamelijk 's nachts actief en overdag rusten ze gedeeltelijk ingegraven in de zanderige of modderige bodem, waarbij alleen de ogen, bek en rugvin vrij zijn. De vissen eten kleine ongewervelden. 

## Soorten
Er zijn twee soorten in twee geslachten beschreven:
- Arctoscopus
- Trichodon